# Murshida Khatun
Murshida Khatun (bengalisch মুর্শিদা খাতুন; * 7. Juli 1999 in Bangladesch) ist eine bangladeschische Cricketspielerin, die seit 2018 für die bangladeschische Nationalmannschaft spielt.

## Kindheit und Ausbildung
Als Kind war sie vom Cricket fasziniert, allerdings standen ihrem Vater nicht die Informationen zur Verfügung, um seine Tochter an einer Cricket-Akademie anzumelden. Über einen Cousin bewarb sie sich beim Bangladesh Krira Shiksha Protishthan, dem wichtigsten bangladeschischen Sport-Institut, und fand dort im Jahr 2013 Aufnahme. Ein Jahr später wurde sie nach dem Einstieg in die Bangladesh Women’s Premier League ins Nationale Trainingslager eingeladen. Jedoch fiel danach ihre Form ab und so schaffte sie es erst vier Jahre später, sich für das Nationalteam zu qualifizieren.

## Aktive Karriere
Ihr Debüt in der Nationalmannschaft gab sie bei der Tour in Südafrika im Mai 2018, als sie ihr erstes WODI und WTwenty20 für das Team bestritt. Beim ICC Women’s T20 World Cup Qualifier 2019 konnte sie unter anderem im Finale gegen Thailand 33 Runs erzielen und war hinter Sanjida Islam die zweitbeste Batterin ihres Teams. Sie war Teil des Teams beim ICC Women’s T20 World Cup 2020 und konnte dort unter anderem gegen Indien 30 Runs erzielen. Im November 2021 konnte sie auf der Tour in Simbabwe im zweiten WODI ihr erstes Half-Century über 51* Runs erzielen und so den Seriensieg sichern. Ein weiteres Fifty über 50* Runs erreichte sie bei den Aufwärmspielen für die Qualifikation für die Commonwealth Games gegen Schottland, wofür sie als Spielerin des Spiels ausgezeichnet wurde. Im Januar 2022 wurde sie für den Women’s Cricket World Cup 2022 nominiert, bei dem sie drei Spiele bestritt. Beim ICC Women’s T20 World Cup Qualifier 2022 im September gelang ihr dann ein Half-Century über 77* Runs gegen die Vereinigten Staaten, wofür sie als Spielerin des Spiels ausgezeichnet wurde. Darauf folgte der Women’s Twenty20 Asia Cup 2022, bei dem ihr ein Fifty über 56 Runs gegen Malaysia gelang. Ihre beste Leistung beim ICC Women’s T20 World Cup 2023 waren 30 Runs gegen Neuseeland.